# 디제이맥스 메트로 프로젝트
디제이맥스 메트로 프로젝트(DJmax metro project)는 펜타비전이 세운 게임 제작 프로젝트이다. 이에 대한 일환으로 디제이맥스 포터블 클래지콰이 에디션, 디제이맥스 블랙 스퀘어, 디제이맥스 테크니카, 디제이맥스 플래티넘 크루의 발매로 매트로 프로젝트는 끝이났다.